# Maoriella zelanica
Maoriella zelanica är en mångfotingart som först beskrevs av Chamberlin 1920.  Maoriella zelanica ingår i släktet Maoriella och familjen storjordkrypare. Inga underarter finns listade i Catalogue of Life.